# Caroline Livingston
Caroline Livingston, född 2 april 1996 är en volleybollspelare (vänsterspiker).
King studerade vid Queen's University och spelade med deras lag Queen's Golden Gaels. Efter avslutade studier har hon spelat för olika lag Europa samt Jakarta BNI 46 i Indonesien.
Hon spelar med Kanadas landslag och har med dem deltagit i nordamerikanska mästerskapet 2021, Volleyball Nations League 2022 och VM 2022.